# Teufelskrug
Der Teufelskrug, früher auch Düvelskrog, ist ein kleiner See im Gemeindegebiet von Mirow im Landkreis Mecklenburgische Seenplatte. Das annähernd runde Gewässer hat einen Durchmesser von 180 Metern, eine Fläche von 2,5 Hektar und liegt auf 60,6 m ü. NHN. Durch einen früher als Havelarm bezeichneten, heute namenlosen Graben erhält der Teufelskrug Wasser aus dem 600 Meter entfernten Stockersee und entwässert zum 230 Meter südwestlich liegenden Großen Säfkowsee, von dem er durch den Verbindungsweg von Blankenförde nach Granzin, einem Ortsteil von Kratzeburg, getrennt wird. Alle Seen zusammen hießen ursprünglich nur „Stowkower Seen“.
Bis auf die versumpfte Rinne, in dem der Graben verläuft, ist der Teufelskrug von Wald umgeben, im Süden von den Gottestannen. Er liegt im Müritz-Teil des Müritz-Nationalparks.